# لوغان بايلي
لوغان بايلي (مواليد 27 ديسمبر 1985 في لييج - بلجيكا) لاعب كرة قدم بلجيكي يلعب حاليا لصالح نادي الدرجة الأولى بوروسيا مونشنغلادباخ الألماني منذ 2009 في مركز حارس مرمى .

## روابط خارجية
- لوغان بايلي على موقع الاتحاد الدولي (مؤرشف)  (الإنجليزية)
- لوغان بايلي على موقع الاتحاد البلجيكي (الإنجليزية)
- لوغان بايلي على موقع قاعدة بيانات كرة القدم.إي يو (الإنجليزية)
- لوغان بايلي على موقع بيانات كرة القدم. دي إي (الألمانية)
- لوغان بايلي على موقع ناشيونال فوتبول تيمز (الإنجليزية)
- لوغان بايلي على موقع Soccerbase.com (لاعب) (الإنجليزية)
- لوغان بايلي على موقع Soccerway.com (الإنجليزية)
- لوغان بايلي على موقع عالم كرة القدم.نت (الإنجليزية)
- لوغان بايلي على موقع كووورة
- لوغان بايلي على موقع أوليمبيديا (الإنجليزية)